# Golovec
Golovec ist der Name eines Höhenzugs im gleichnamigen Stadtbezirk der slowenischen Hauptstadt Ljubljana, der sich südöstlich vom Stadtzentrum befindet und dessen mit 450 m über dem Meeresspiegel höchster Gipfel Mazovnik heißt.

## Geographie
Bei Golovec handelt es sich um eine Fortsetzung des Höhenzugs Rožnik (Berg) sowie des Schlosshügels mit dem Laibacher Schloss und ist Teil des Save-Hügellands (Posavsko hribovje). Golovec besteht großenteils aus Gesteinen des Paläozoikums – Ton, Sandstein und Mergel.
Auf dem Hügel Golovec entspringen mehrere Bäche, von denen die beiden größten, Bizoviški potok und Dolgi potok, in die Laibach (Ljubljanica) fließen.

## Geschichte
Zur Zeit der römischen Stadt Emona im 2. Jahrhundert n. Chr. wurde von Golovec eine Wasserleitung in die Römerstadt gebaut. Der Hügel war in früheren Zeiten nicht bewaldet und erhielt daher seinen Namen Golovec (slowenisch gol „nackt“), wurde aber ab dem Jahr 1890 planmäßig aufgeforstet. Der Hügel war auch im Deutschen unter dem Namen Golovec bekannt.

## Nutzung
Golovec ist ein wichtiges Ausflugsziel für Erholungssuchende, das vom Zentrum der Hauptstadt schnell zu erreichen ist. Über den Hügel und seinen Gipfel führt auch ein in der Zeit der Sozialistischen Föderativen Republik Jugoslawien eingerichteter „Weg der Erinnerungen und Kameradschaft“ (Pot spominov in tovarištva) sowie eine befahrbare Schotterstraße von Ljubljana nach Spodnja Hrušica. Vom Stadtzentrum ist die Anhöhe am schnellsten von Poljane an der Westseite zu erreichen. Von hier führen zwei Brücken über den Gruberkanal und ein etwa 1 km langer Seitenweg (Pot na Golovec) von der Hradecki-Straße (Hradeckega cesta) führt zu einem astronomischen Observatorium, das 1958 auf Golovec fertiggestellt wurde.
An der Ausfallstraße nach Unterkrain (Dolenjska cesta) befindet sich am Bergabhang ein Schießplatz. Hier wurde 1946 der jugoslawische General Leon Rupnik, der mit den Besatzungsmächten zusammengearbeitet hatte, hingerichtet.